# Chiến dịch tấn công Saint-Mihiel
Chiến dịch tấn công Saint-Mihiel là một trận đánh quan trọng trên Mặt trận phía Tây thời Chiến tranh thế giới thứ nhất, đã diễn ra từ ngày 12 cho đến ngày 16 tháng 9 năm 1918 tại Pháp. Cuộc tấn công này, do Lực lượng Viễn chinh Mỹ và 48.000 quân Pháp dưới quyền chỉ huy của Đại tướng John J. Pershing của Hoa Kỳ thực hiện nhằm vào các vị trí của quân đội Đế quốc Đức, và nhanh chóng giành được chỗ lồi Saint-Mihiel từ tay các lực lượng Đức vốn bị áp đảo về quân số, trước khi làm chủ hoàn toàn chỗ lồi này vào ngày 16 tháng 9. Thắng lợi tại Saint-Mihiel đã mang lại cho quân Mỹ 15.000 tù binh Đức cùng với 460 khẩu pháo. Bộ phận Không lực Lục quân Hoa Kỳ (sau này là Không quân Hoa Kỳ) đóng một vai trò nổi bật trong trận chiến này.
Trận đánh này đánh dấu lần đầu tiên người Mỹ sử dụng các thuật ngữ 'D-Day' và 'H-Hour'.
Cuộc tiến công vào chỗ lồi St. Mihiel là một phần của kế hoạch của Pershing, theo đó ông hy vọng Hoa Kỳ sẽ chọc thủng các phòng tuyến của Đức và đánh chiếm thành phố công sự Metz. Đây là một trong những chiến dịch tấn công đầu tiên do Hoa Kỳ trong Chiến tranh thế giới thứ nhất và đợt tấn công đã nổ ra trong khi người Đức đang trong quá trình triệt thoái. Điều này cho thấy là lực lượng pháo binh của Đức đang nằm ngoài khu vực và cuộc tấn công của Hoa Kỳ đã tỏ ra thành công hơn so với dự đoán. Đòn giáng mạnh mẽ của họ đã gia tăng sức mạnh của họ trong mắt của các lực lượng Pháp và Anh, nhưng một lần nữa thể hiện vai trò chủ chốt của pháo binh trong Chiến tranh thế giới thứ nhất và khó khăn trong việc tiếp tế cho các đội quân khổng lồ thời Chiến tranh thế giới thứ nhất trong khi họ đang xông trận. Cuộc tấn công của quân đội Hoa Kỳ đã lắng xuống khi pháo binh và tiếp tế lương thực của họ bị bỏ lại ở phía sau, trên các đoạn đường lấm bùn. Tuy nhiên, Tổng tư lệnh tối cao các lực lượng Hiệp ước Ferdinand Foch đã không thể khai thác được chiến thắng đầu tiên của quân đội Hoa Kỳ, trong khi quân đội Đức đã củng cố các vị trí của họ và quân Mỹ chuyển tầm nhìn của mình sang Chiến dịch tấn công Meuse-Argonne.